# S5000 Australian Drivers' Championship
O VHT S5000 Australian Drivers' Championship (originalmente, Australian S5000 Championship, ou simplesmente S5000 ) é uma categoria de fórmula disputada na Austrália. A S5000 foi criada por uma fusão entre duas propostas de categorias, a Fórmula Thunder 5000 e a Super5000. A S5000 é promovida pelo Australian Racing Group.
A etapa inaugural da S5000 foi originalmente marcada para ser em Sydney Motorsport Park, em maio de 2019; Mas foi adiada para setembro, devido a problemas com o fornecimento de chassis pela Ligier.

## História

### Antecedentes e Projeto
No automobilismo de velocidade australiano, desde o fim da Tasman Series na década de 1970, têm se concentrado fortemente nas corridas de carros de turismo à nível profissional. As categroias de fórmula, como a Fórmula Holden e a Fórmula 3 Australiana, tentaram atrair espectadores e patrocinadores, porém, eventualmente, não tiveram êxito.
A ideia de uma interpretação moderna da classe histórica da antiga Fórmula 5000 foi levantada pela primeira vez em 2016 e sendo inicialmente chamada de Formula Thunder 5000 . O carro original usava um chassi Swift FN09 (usado na Super Fórmula entre 2009 e 2013).
Um ano depois, em 2017, a Super5000 foi criada pelo ex-CEO da Supercars, James Warburton, como parte de seu plano para sustentar o crescimento do automobilismo na Austrália. A categoria seria originalmente usada como uma categoria de suporte para a Supercars, juntamente com as séries Super2 e SuperUtes. A criação da Super5000 gerou polêmica, e o fundador da Formula Thunder 5000, Chris Lambden, desaprovou a ideia, alegando que isso ameaçaria seus próprios planos.
Naquele mesmo ano, ambas as categorias anunciaram uma fusão, tentando garantir o retorno de uma categoria de fórmula ao cenário automobilistico australiano. A S5000 foi resultado dessa fusão e incorporaria elementos técnicos das séries Formula Thunder 5000 e Super5000.

### Temporada de Demonstração
Um cronograma preliminar foi anunciado originalmente em 2018, com a abertura da temporada no Sydney Motorsport Park. No entanto, em abril de 2019, os organizadores anunciaram que a abertura da categoria seria adiada por quatro meses e que a temporada inaugural começaria em setembro de 2019, em Sandown Raceway, devido a problemas no fornecimento do chassis pela Ligier. Os organizadores também queriam garantir que o carro da S5000 fosse devidamente testado.
A primeira prova atraiu 13 pilotos, incluindo o ex-piloto de Fórmula 1 brasileiro, Rubens Barrichello. A primeira corrida foi interrompida por um acidente envolvendo Alex Davison, que danificou as barreiras de segurança e forçou os organizadores a interromper a corrida com a bandeira vermelha após apenas 10 voltas. A corrida, eventualmente, foi vencida por James Golding, com Barrichello em segundo e John Martin em terceiro. Uma segundo etapa foi realizada no The Bend Motorsport Park, sendo vencida por John Martin.

### Primeira temporada e cancelamento
Para 2020, foi planejado um campeonato de seis etapas, tendo sua primeira etapa como evento de apoio ao Grande Prêmio da Austrália de 2020 realizado em Albert Park, sendo seguido por uma corrida não oficial no Mount Panorama. Também foi anunciado no início de 2020 que o campeonato veria o retomada do Campeonato Australiano de Pilotos, título concedido pela última vez na Fórmula 3 Australiana em 2014. Isso foi acompanhado por um plano para conceder troféus com nomes de pilotos de corrida australianos proeminentes aos vencedores de cada corrida, com o vencedor da etapa em Albert Park recebendo a Copa Alan Jones.
A primeira etapa atraiu muitos pilotos, incluindo o ganhador da primeira corrida da categoria, James Golding e Rubens Barrichello, que havia disputado as corridas inaugurais, o bicampeão do Campeonato Australiano de Pilotos, Tim Macrow, o ex-piloto da Fórmula 1 italiano, Giancarlo Fisichella, o piloto da Fórmula 2, Jack Aitken e o campeão da Bathurst 1000 de 2019, Alexandre Prémat.
Após as sessões de prática e qualificação (na quinta-feira), James Golding havia garantido a pole position. Porém, na sexta-feira, a etapa foi cancelada (bem como o Grande Prêmio da Austrália), devido a escalada da pandemia de COVID-19.

### Retomada
Devido as dificuldades da pandemia, o calendário da categoria foi movido de data algumas vezes durante o ano, com planos para dar continuidade a temporada 2020 no fim daquele ano e início de 2021, porém, não houve corridas na temporada de 2020 e, foi anunciada que a haveria uma temporada curta em 2021, com quatro etapas, e outra temporada, mais longa, durante o verão 2021-2022.
O primeira etapa oficial do campeonato (e da temporada 2021) finalmente aconteceram em janeiro de 2021, em Symmons Plains, com Thomas Randle vencendo a corrida principal.

### Suspensão em 2024
O campeonato foi suspenso ao final da temporada de 2023. Os promotores da categoria apontaram que as regras de elegibilidade das licenças para correr na Supercars Championship foram um dos principais motivos para a suspensão. Pilotos que tinham a intenção de disputar a Supercars tinham que completar um certo número de corridas em categorias de base diretas, como a Super2 e Super3, deixando a S5000 não atrativa para novos pilotos e criando grids insustentavelmente pequenos. Outros fatores citados foi a proibição da categoria em correr em Mount Panorama e de por a Fórmula 3 e Fórmula 2 como categorias de apoio do Grande Prêmio da Austrália, ao invés de categorias locais, e a decisão dos organizadores de transmitir a categoria na televisão aberta, ao invés de canais pagos.
A marca do "Australian Drivers' Championship" foi adquirida por outra organização, a Australian Auto-Sport Alliance (AASA), que irá organizar o Australian Drivers' Championship de 2024 com uma categoria monotipo para o Hyper Racer X1.

## Carro
A S5000 é uma categoria monomarca, só podendo utilizar um chassis e um motor. O chassis é o Ligier JS F3-5000, produzido pela francesa Ligier Automotive, baseado no chassis de Fórmula 3 da mesma fabricante. Já o motor, é utilizado um motor Ford Coyote 5.2 V8, modificado pela InnoV8 e produzindo 570 cv (420 kW) e 620 NM (460 lb/ft) de torque. O motor está acoplado a uma transmissão Hollinger HFT, seis velocidades, sequencial.
O pneus são supridos pela americana Hoosier Racing Tyres. Suspensão e asas são construídas pela Borland Racing Developments, com a montagem final, feita pela Garry Rogers Motorsports.
A categoria introduziu um sistema de push-to-pass na temporada de 2023, sendo usado pela primeira vez na etapa de Philip Island, em maio de 2023.
Para a corrida em Mount Panorama de 2021, os motores foram restritos para 475 hp, devido as regras de taxa peso-potência para correr no circuito.

## Campeões
| Ano  | Piloto                      | Equipe                      |
| ---- | --------------------------- | --------------------------- |
| 2019 | Temporada de Demonstração   | Temporada de Demonstração   |
| 2020 | Cancelada devido a COVID-19 | Cancelada devido a COVID-19 |
| 2021 | Joey Mawson                 | Team BRM                    |
| 2022 | Joey Mawson                 | Team BRM                    |
| 2023 | Aaron Cameron               | Team Valvoline GRM          |
| 2024 | Não disputado               | Não disputado               |